# Ольга Карі
Ольга Карі (англ. Olha Kari) — українська письменниця, журналістка, колумністка, перекладачка (англійська, італійська, іспанська). Ольга Карі — письменниця, яка своєю творчістю привертає увагу до важливих соціальних тем, а також до глибоких особистих переживань і культурних реалій. Її роботи неодноразово відзначалися преміями та нагородами, а сама авторка здобула популярність завдяки емоційному та правдивому підходу. Її роботи завжди відрізняються глибиною аналізу, точністю фактів і емоційною залученістю. 

## Біографія
Ольга Карі народилася в Чернігові та згодом здобула освіту в Україні. У своїй кар'єрі вона поєднує журналістику та літературну творчість. Як журналістка та ведуча працювала на українських теле- і радіоканалах «Громадське Радіо», «Радіо Свобода», «Сніданок з 1+1».
Роботи авторки відзначені спеціальними нагородами конкурсу художнього репортажу України «Самовидець»: «По той бік свята» (збірка «Життя у містах», 2019) та «Хрестик» (літературний конкурс «Як ми змінюємось», 2020).
1 книга — «Рибка дядечка Завена», збірка художніх репортажів про Вірменію, українське видавництво «Темпора»  вийшла у 2019 році і увійшла у довгий список премії «ЛітАкцент року» та короткий список «BBC. Книжка року 2020»
2 книга — «Компот із патисонів», видавництво «Комора» увійшла в короткий список «BBC. Книжка року 2021».
3 книга — «Хрестик, або дуже кривава книга», видавництво "Creative Women Publishing" у 2022 році і увійшла в довгий список «BBC. Книжка року 2022».
4 книга — «Життя посеред життя», написана під час повномасштабної війни та облоги української столиці побачила світ у видавництві "Yakaboo Publishing" у 2022 році.
5 книга — «Та що ти знаєш про війну», видавництво "Видавництво Старого Лева", 2024 р.
6 книга — «Твоє, моє, нічиє та інше», видавництво "Видавництво Старого Лева", 2024 р. 

## Нагороди
- PEN-клуб Україна 2024 — відзначена у списку найкращих книжок року за книгу «Та що ти знаєш про війну?»
- BBC. Книжка року 2022 — довгий список премії за книгу «Життя посеред життя»
- Як ми змінюємось 2022 — нагорода літературного конкурсу за репортаж «Хрестик»
- BBC. Книжка року 2021 — короткий список премії за книгу «Компот із патисонів»
- BBC. Книжка року 2020 — короткий список за книгу «Рибка дядечка Завена»
- ЛітАкцент року 2020 — довгий список премії за книгу «Рибка дядечка Завена»
- Самовидець 2019 — нагорода конкурсу художнього репортажу за «По той бік свята»/збірка «Життя у містах»

## Літературні переклади
- 2025 | English — Девід Левітан «І так щодня«, Видавництво Старого Лева
- 2025 | English — Меґан Лаллі «Не моє ім’я«, Видавництво Старого Лева